# Kėdainiai

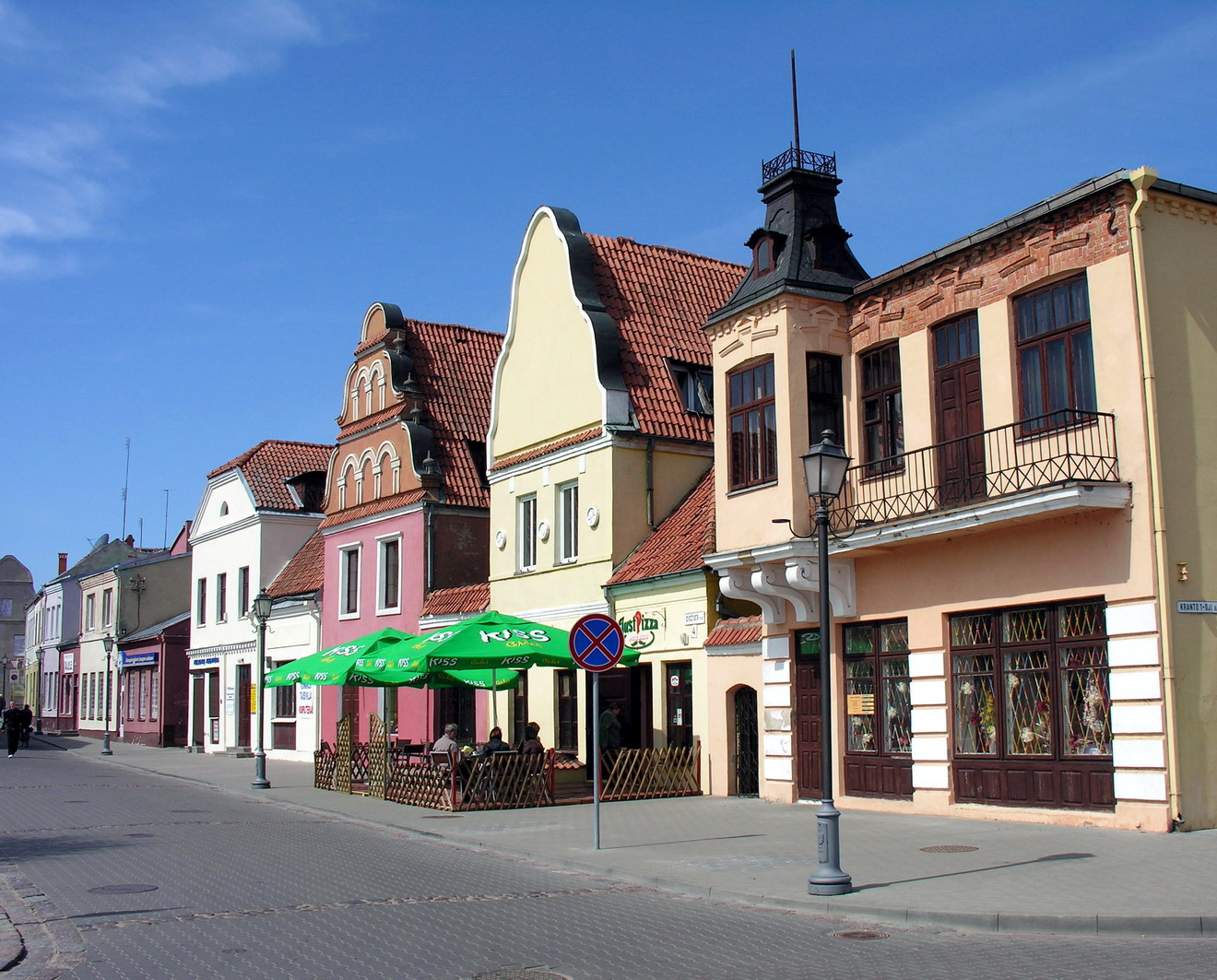
Kėdainiai

Kėdainiai är en av de äldsta städerna i Litauen och ligger vid floden Nevėžis. Den kan spåras ända tillbaka till 1372 då den omnämndes i en krönika av Hermann Wartberge. Staden hade 25 654 invånare 2014 och har sedan 1700-talet räknats som en av de största städerna i landet. 
Staden har flera byggnader av arkitekturell betydelse, bland annat det före detta stadshuset, S:t Georgskyrkan och den kalvinistiska kyrkan. En gammal sed var att alla som anlände till staden skulle ta med sig varsin sten som skulle användas för att bygga upp staden. Här finns även den enda minareten i Litauen. Kėdainiai har allt som allt två synagogor och fem kyrkor varav en ortodox, en luthersk, två katolska och en kalvinistisk.
I närheten av Kėdainiai ligger staden Ruoščiai som geografiskt sett är Litauens mittpunkt.
Under Karl X Gustavs polska krig skedde flera strider i området kring Kėdainiai. På stadens slott signerades år 1655 ett kortlivat fördrag, freden i Kėdainiai, mellan Sverige och den polsk-litauiska adelsfamiljen Radziwiłł.
Utanför staden finns en allmänflygplats, Kėdainių aerodromas.

## Sport
- FK Nevėžis Kėdainiai

## Vänorter
- Svalöv, Sverige
- Sömmerda, Tyskland
- Brodnica, Polen
- Łobez, Polen
- Rostov, Ryssland
- Kohtla-Järve, Estland